# Schizolegnia orbiculata
Schizolegnia orbiculata là một loài thực vật có mạch trong họ Dennstaedtiaceae. Loài này được (Lam.) Alston miêu tả khoa học đầu tiên năm 1956.